# Clássico da Polenta
O Clássico da Polenta é um dos clássicos mais tradicionais do futebol do Rio Grande do Sul, envolvendo as equipes de Esportivo (Bento Gonçalves) e Caxias (Caxias do Sul).
Chama-se assim porque a região em que os clubes se situam, a Serra Gaúcha, é habitada principalmente por descendentes de italianos, sendo que esses têm como comida típica, entre outros pratos, a polenta.

## Histórico
- Jogos: 150
- Vitórias do Caxias: 58
- Empates: 54
- Vitórias do Esportivo: 37
- Gols do Caxias: 185
- Gols do Esportivo: 146[6]

### Últimos confrontos
| Data                   | Local                 | Mandante  | Resultado | Visitante | Competição             |
| 26 de maio de 2016     | Montanha dos Vinhedos | Esportivo | 1-0       | Caxias    | Divisão de Acesso 2016 |
| 9 de fevereiro de 2020 | Montanha dos Vinhedos | Esportivo | 1-0       | Caxias    | Campeonato Gaúcho 2020 |
| 21 de março de 2021    | Estádio Centenário    | Caxias    | 2-1       | Esportivo | Campeonato Gaúcho 2021 |
| 26 de junho de 2021    | Montanha dos Vinhedos | Esportivo | 1-1       | Caxias    | Série D 2021           |
| 14 de agosto de 2021   | Estádio Centenário    | Caxias    | 0-1       | Esportivo | Série D 2021           |
| 5 de fevereiro de 2023 | Estádio Centenário    | Caxias    | 3-1       | Esportivo | Campeonato Gaúcho 2023 |

#### Clássico da Polenta 150
Campeonato Gaúcho de 2023

| 5 de fevereiro de 2023 | Caxias                                          | 3 – 1 | Esportivo         | Estádio Centenário |
| 16:00                  | Bustamante 8' (pen) · Eron 17' · Diego Rosa 53' |       | Moacir 48' (g.c.) |                    |

### Em competições nacionais
| Data                 | Local                 | Mandante  | Resultado | Visitante | Competição   |
| 15 de julho de 2007  | Estádio Centenário    | Caxias    | 1-2       | Esportivo | Série C 2007 |
| 29 de julho de 2007  | Montanha dos Vinhedos | Esportivo | 2-1       | Caxias    | Série C 2007 |
| 26 de junho de 2021  | Montanha dos Vinhedos | Esportivo | 1-1       | Caxias    | Série D 2021 |
| 14 de agosto de 2021 | Estádio Centenário    | Caxias    | 0-1       | Esportivo | Série D 2021 |

[carece de fontes?]

## Títulos
| Torneio                                 | Caxias | Esportivo |
| --------------------------------------- | ------ | --------- |
| Campeonato Gaúcho                       | 1      | 0         |
| Campeonato do Interior                  | 12     | 7         |
| Campeonato Gaúcho - 2ª Divisão          | 2      | 3         |
| Copa FGF                                | 1      | 1         |
| Outras copas organizadas pela Federação | 3      | 6         |
| Total                                   | 19     | 17        |

## Recordes de gols
- Maior número de gols a favor do Esportivo, como mandante

Esportivo 5x1 Caxias (11/05/1936)
- Maior número de gols a favor do Esportivo, como visitante

Caxias 5x6 Esportivo (25/05/1936)
- Maior número de gols a favor do Caxias, como mandante

Caxias 5x0 Esportivo (??/??/1937 e 10/09/1967)
- Maior número de gols a favor do Caxias, como visitante

Esportivo 0x4 Caxias (??/05/1940)
- Maior número de gols de empate

Esportivo 3x3 Caxias (15/10/1939)